# Нойендорф (Золотурн)
Нойендорф (нем. Neuendorf SO) — коммуна в Швейцарии, в кантоне Золотурн.
Входит в состав округа Гой. Население составляет 1958 человек (на 31 декабря 2007 года). Официальный код — 2404.